# Adighezia
La Repubblica di Adighezia, talvolta citata anche come Adigezia (in russo Республика Адыгея?, Respublika Adygeja; in adighè: Адыгэ Республик, Adǝgă Respublik), è una repubblica della Federazione Russa, enclave del territorio di Krasnodar.

## Geografia fisica

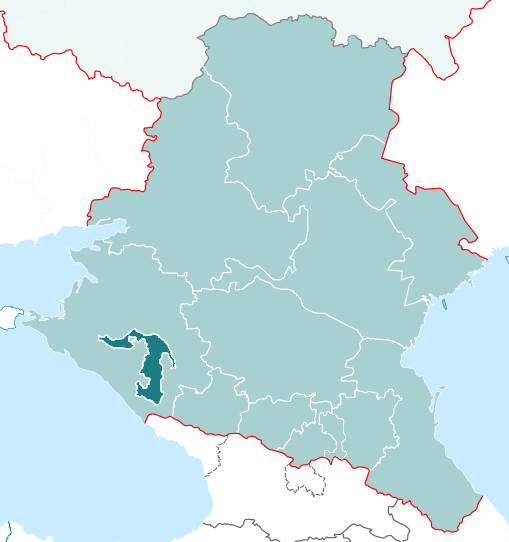
Localizzazione nel Caucaso

L'Adighezia è collocata ai piedi del Caucaso, con pianure a nord e montagne a sud. Le foreste coprono quasi il 40% del territorio della repubblica.
- Area: 7 600 km².
- Confini: L'Adighezia è un'enclave circondata dal territorio di Krasnodar.
- Punto più elevato: monte Čuguš (3 237 m).

### Fuso orario
L'Adighezia si trova nel fuso orario di Mosca (MSK/MSD), UTC +0300 (MSK)/+0400 (MSD).

### Fiumi
Il Kuban' (870 km) è uno dei principali fiumi della regione caucasica, ed è navigabile. Costituisce parte del confine settentrionale con il territorio di Krasnodar. Altri fiumi sono:
- Belaja
- Čechrak
- Fars (fiume)
- Chodz'
- Kiša
- Laba (che forma parte del confine orientale con il territorio di Krasnodar)
- Psecups
- Pšiš

### Laghi
Non esistono grandi laghi nella repubblica. Ci sono alcuni laghi artificiali, tra cui:
- Bacino di Krasnodar
- Bacino di Šapsug

### Montagne
Le principali montagne della repubblica hanno un'altezza compresa tra i 2 000 e i 3 238 m e comprendono:
- Monte Čuguš (3237 m)
- Monte Fišt
- Monte Ošten

### Risorse naturali
L'Adighezia è ricca di petrolio e gas naturale. Altre risorse naturali sono oro, argento, tungsteno, ferro e altro.

### Clima
- Temperatura media in gennaio: -2 °C
- Temperatura media in luglio: +22 °C
- Precipitazione media annua: 700 mm

## Geografia antropica

### Suddivisioni amministrative
La divisione amministrativa di secondo livello della Repubblica comprende:
- 7 rajon (distretti);
- 2 città sotto la giurisdizione della Repubblica.

#### Rajon
La Repubblica dell'Adighezia comprende sette rajon (fra parentesi il capoluogo; sono indicati con un asterisco i capoluoghi non direttamente dipendenti dal rajon ma posti sotto la giurisdizione della oblast'):
- Giaginskij (Giaginskaja)
- Košechabl'skij (Košechabl')
- Krasnogvardejskij (Krasnogvardejskoe)
- Majkopskij (Tul'skij)
- Šovgenovskij (Chakurinochabl')
- Tachtamukajskij (Tachtamukaj)
- Teučežskij (Ponežukaj)

#### Città
I centri abitati della oblast' che hanno lo status di città (gorod) sono due, entrambe sottoposte alla diretta giurisdizione della oblast':
- Adygejsk
- Majkop

#### Insediamenti di tipo urbano
I centri urbani con status di insediamento di tipo urbano (al 1º gennaio 2010) sono cinque:
- Ėnem
- Jablonovskij
- Kamennomostskij
- Tljustenchabl'
- Tul'skij

## Società

### Evoluzione demografica

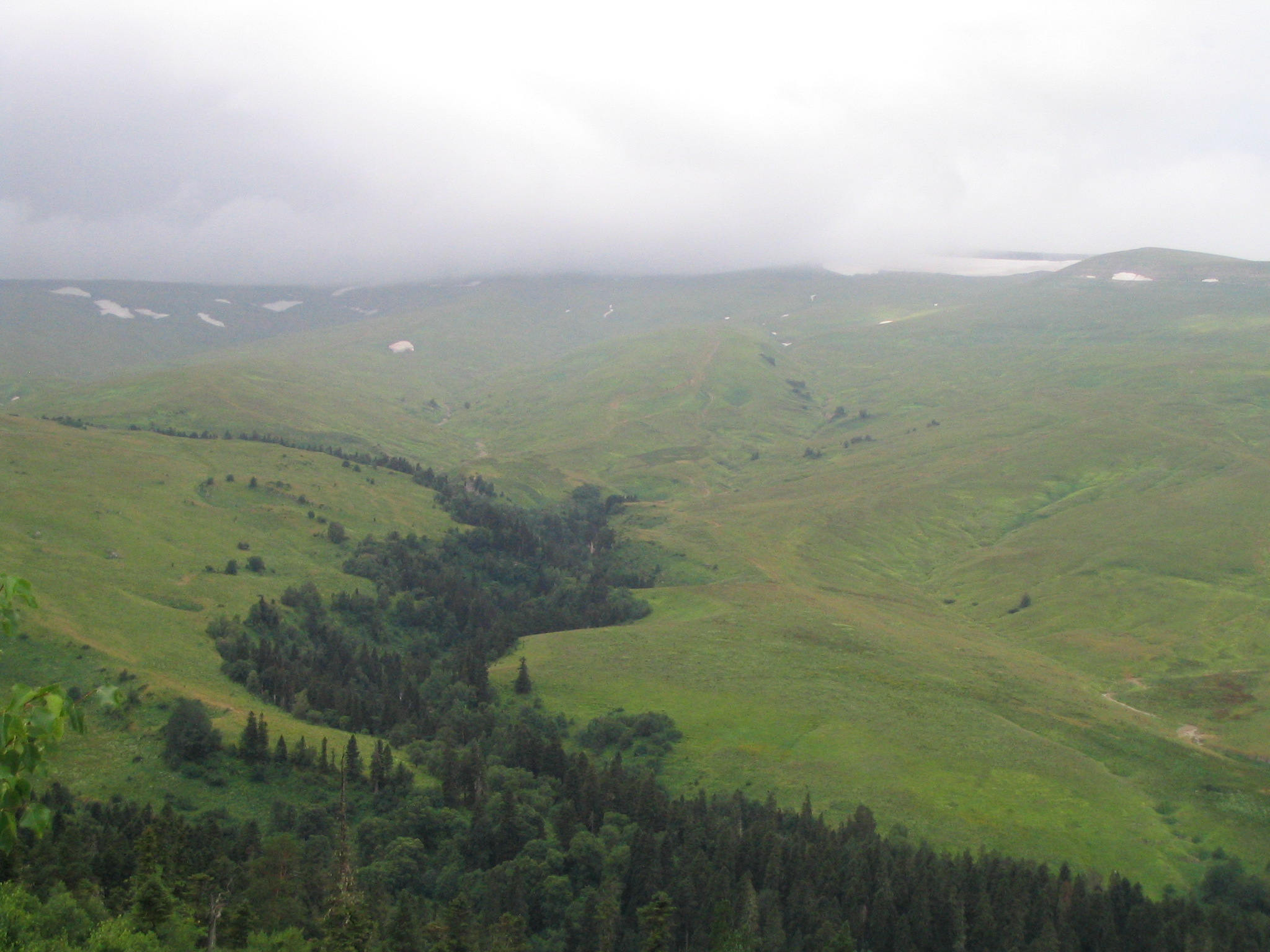
Panorama nei pressi di Lago-Naki

Dei 447 109 abitanti della repubblica, il 66% sono Russi, mentre gli Adighè costituiscono solo il 23%.
- Popolazione: 447 109 (2002)
  - Urbana: 234 900 (52,5%)
  - Rurale: 212 209 (47,5%)
  - Maschi: 208 019 (46,5%)
  - Femmine: 239 090 (53,5%)
- Femmine per 1000 maschi: 1 149
- Età media: 37 anni
  - Urbana: 36,6 anni
  - Rurale: 37,4 anni
  - Maschi: 34 anni
  - Femmine: 39,6 anni
- Numero di nuclei familiari: 151 597 (con 440 449 persone)
  - Urbana: 82 949 (con 230 286 persone)
  - Rurale: 68 648 (con 210 163 persone)

## Storia
Gli Adighè erano gli antichi abitatori del Caucaso Nord-occidentale, talvolta chiamati Circassi a partire dal XIII secolo.
L'Adighezia venne fondata come oblast' autonomo dell'Unione Sovietica il 24 agosto 1922. A quell'epoca, Krasnodar era il centro amministrativo. Il 13 agosto 1928 l'Oblast Autonomo di Adighezia fu trasferito sotto la giurisdizione del Territorio di Krasnodar.
Majkop divenne il centro amministrativo nel 1936, quando vennero modificati i confini dell'oblast. Il 3 luglio 1991 l'oblast' venne elevato allo status di repubblica sotto la giurisdizione della Federazione Russa.
Il primo presidente dell'Adighezia fu Aslan Alievič Džarimov, eletto nel gennaio del 1992.
La lingua adighè appartiene al gruppo caucasico nord-occidentale delle lingue caucasiche. Assieme alla lingua russa è lingua ufficiale dell'Adighezia.
Essere fluenti nel parlare l'adighè è un prerequisito per i candidati alla presidenza.

## Politica
Capo del governo in Adighezia è il Capo della Repubblica, che è eletto con un mandato di cinque anni. Esiste anche un'Assemblea Nazionale (Khase), la quale comprende il Consiglio dei Rappresentanti e il Consiglio della Repubblica. Entrambi sono eletti ogni cinque anni ed hanno 27 deputati ciascuno.
Il primo ministro dell'Adighezia viene nominato dal Capo della Repubblica con il consenso dell'Assemblea Nazionale. Dal 2007, il primo ministro è Vladimir Samozhenkov.
La repubblica manda tre rappresentanti al parlamento della Federazione Russa; uno alla Duma e gli altri due al Consiglio Federale.
La costituzione della repubblica è stata adottata il 14 maggio 1995.

## Economia
Anche se è oggi una delle parti più povere della Russia, la repubblica ha abbondanti foreste ed un terreno fertile. La regione è famosa per la produzione di cereali, girasoli, tè, tabacco e altri prodotti. Sono sviluppati anche gli allevamenti di maiali e pecore.
Alimentari, legname, lavorazione del legno, cellulosa e carta, ingegneria pesante, e industria metallurgica sono le attività più sviluppate.

### Trasporti
C'è un piccolo aeroporto a Majkop (codice ICAO URKM), e diverse linee ferroviarie che attraversano la repubblica.

## Cultura
Ci sono otto musei statali e ventitré musei pubblici nella repubblica. Il più grande è il Museo Nazionale della Repubblica di Adighezia, che si trova a Majkop.

### Istruzione
L'Università statale dell'Adighezia e l'Istituto Tecnologico Statale di Majkop, entrambi con sede nella capitale, sono le due principali istituzioni di educazione superiore.

## Bandiera
La bandiera è stata adottata nel 1992 e successivamente leggermente modificata fino all'attuale definizione il 7 giugno 2007. Le stelle rappresentano le nove antiche comunità aristocratiche e le tre popolari. Il verde rappresenta la libertà. La bandiera è molto simile a quella ideata dallo scozzese David Urquhart, che cercò di sostenere il tentativo di creare uno Stato indipendente, tentativo fallito nel 1856 con la conquista zarista.